# Bain thermostaté

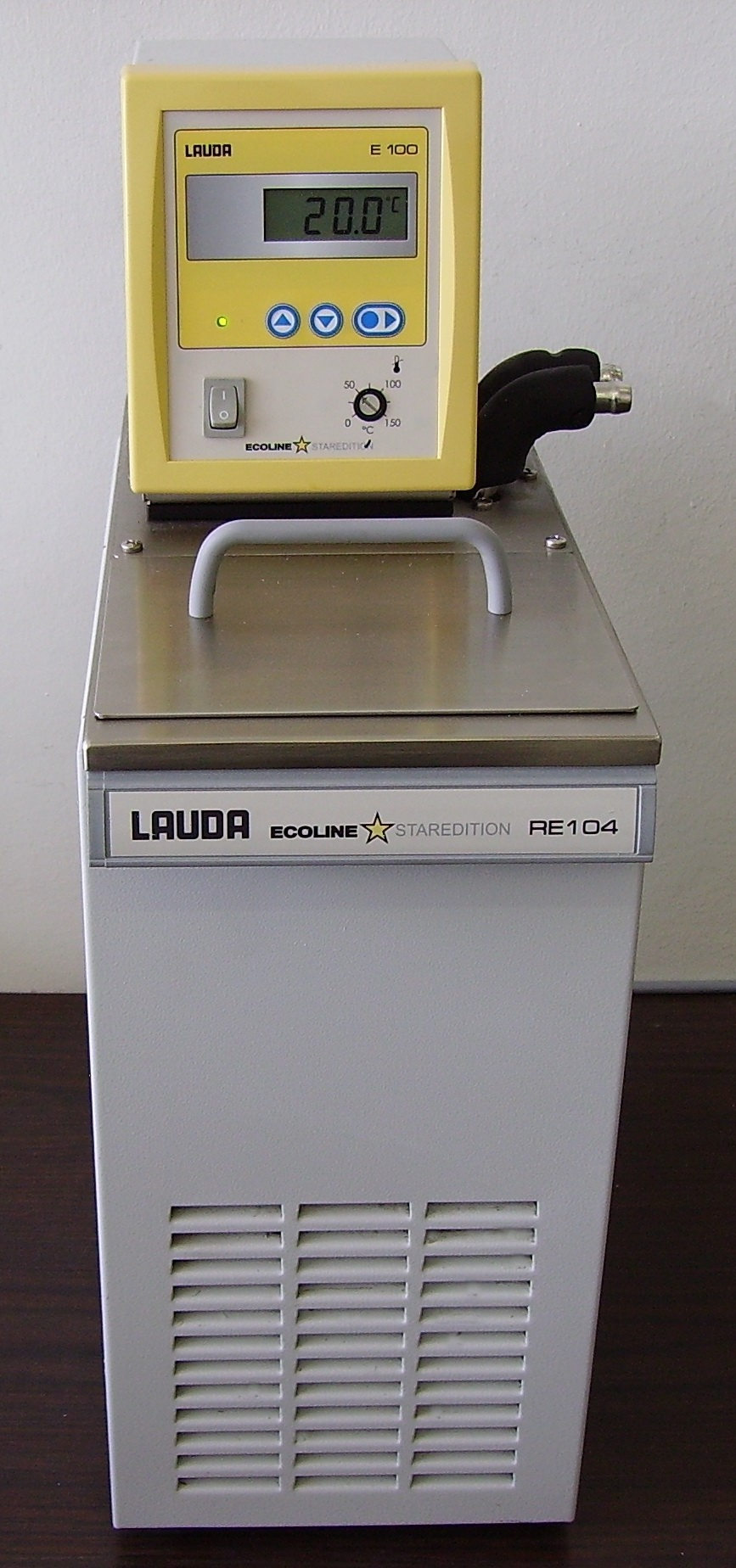
Cuve inox avec boitier intégré (thermorégulation et agitation), couvercle et raccords pour circulation externe

Un bain thermostaté est un dispositif pouvant fonctionner selon le principe du bain marie. On chauffe au moyen d'un serpentin (les cryothermostats refroidissent jusqu'à environ −80 °C) un liquide, généralement de l'eau, et on immerge un objet dans ce liquide.
À la différence du bain marie, le bain thermostaté offre un contrôle précis de la température, permettant par exemple de chauffer à 37 °C en vue de réaliser une digestion enzymatique. De 80 à 250 °C (environ), on utilise un liquide caloporteur thermostable (huile silicone par exemple).
Le bain thermostaté peut être constitué :
- pour les modèles les plus simples, d'une cuve en plastique ou inox avec fixation d'un boitier amovible à immersion « résistance électrique-turbine » ;
- d'une cuve en inox munie d'un couvercle, avec un système de circulation afin d'homogénéiser la température du liquide. Le bain peut être réfrigéré, le liquide peut contenir un antigel.

Un afficheur numérique indique la température. Une protection réglable contre les surchauffes est présente. Par ailleurs, un flotteur contrôle le niveau de liquide qui peut s'évaporer ou fuir (protection contre la marche à sec).
Dans certains cas, le liquide peut alimenter un circuit externe (cas d'un réacteur à double enveloppe, ou d'un autre bain, via un serpentin-plongeur), au moyen d'une pompe, de raccords et d'une vanne.
La contenance peut dépasser une centaine de litres (bacs en plastique réalisés sur mesure).
Un thermomètre peut être plongé dans le liquide pour en contrôler la température.
Il existe aussi des bains de calibration (encore appelés bains d'étalonnage ou thermostats de calibration), de conception particulière, offrant une haute constance de température pour laboratoires accrédités.
Certains appareils sont utilisés dans des secteurs sensibles : fabrication de médicaments vitaux, interventions chirurgicales.